# Sallirmiut

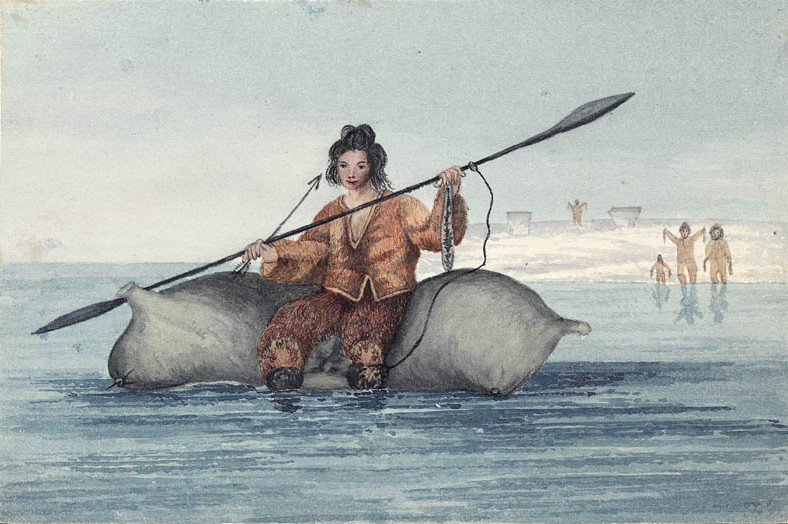
Ein Jäger der Sallirmiut beim Walfang, Zeichnung um 1830

Die Sallirmiut (auch Sadlermiut), „Leute von Salliq“, waren eine Gruppe von Menschen, die bis zum Beginn des 20. Jahrhunderts an der Südküste der kanadischen Southampton-Insel (bei den Inuit „Salliq“ genannt) und den beiden ihr vorgelagerten Inseln Coats Island und Walrus Island, sehr isoliert von den auf dem Festland der Kivalliq-Region siedelnden Inuit („Aivilingmiut“), lebten. Im Jahr 1903 starben sie aus.

## Entdeckung
Zwar gelangte der englische Forscher Thomas Button bereits im Jahr 1604 an die Südküste der Southampton-Insel, doch ist nicht bekannt, ob er in Kontakt mit den dort siedelnden Ureinwohnern getreten ist. Die ersten Europäer, die mit den Sallirmiut in Berührung kamen, dürften deshalb vermutlich Kapitän George Francis Lyon und seine Mannschaft gewesen sein, die 1824 mit HMS Griper am Kap Pembroke vor Coats Island Anker warfen.

## Lebensweise
Über die Sallirmiut weiß man, dass sie von großer Kraft, aber dennoch sehr scheu gewesen sind und fast das ganze Jahr über in Stein- und Erdsodenhäusern gewohnt haben. Zu ihrer Ernährung jagten sie Robben, Walrosse, Wale, Eisbären, Karibus und Vögel, suchten Vogeleier und fingen Fische.

## Herkunft und Kulturzugehörigkeit
Über Herkunft, kulturelle Entwicklung, ursprüngliche Zahl und den Grund für deren Rückgang von etwa 200 zur Zeit ihrer Entdeckung auf 58 vor dem endgültigen Aussterben ist nur wenig Gesichertes bekannt. 
Vor allem über die Herkunft wird noch viel gerätselt. Wie aus Ausgrabungen und anderen Relikten sowie aus Aufzeichnungen von Forschern und Walfängern hervorgeht, handelte es sich bei den Sallirmiut sicher um Menschen, die mit den Inuit der Kivalliq-Region nicht unmittelbar verwandt waren. Gegenüber diesen Inuit wiesen sie nämlich hinsichtlich Erscheinungsbild, Verhalten, Sprache und Kultur deutliche Unterschiede auf. Wissenschaftlich werden deshalb drei Hypothesen zur Herkunft diskutiert:
1. Die Sallirmiut sind die letzten Mitglieder der Dorset-Kultur gewesen und haben als solche die Phase der Thule-Kultur überlebt. Diese Hypothese wird durch Untersuchungen gestützt, die Henry B. Collins (Smithsonian Institution) 1954 und 1955 mit dem Ergebnis durchführte, die Sallirmiut seien der Dorset-Kultur zugehörig, eine These, für die wohl auch die Ergebnisse von molekulargenetischen Untersuchungen sprechen.
2. Die Vorfahren der Sallirmiut sind Mitglieder der Thule-Kultur gewesen, doch haben sie, von den Thule-Eskimos auf dem Festland isoliert, eine eigenständige Weiterentwicklung ihrer Lebensweise und Kultur erfahren.
3. Die Sallirmiut sind Nachfahren der Thule-Eskimos, die sich, vom Festland isoliert, mit Hinterbliebenen der Dorset-Eskimos vermischten und sich so aus zwei Wurzeln entwickelten. Diese dritte Hypothese wird durch die Tatsache bekräftigt, dass archäologische Relikte der Sallirmiut gleichermaßen Dorset- und Thule-Charakteristika aufweisen.

Entwicklung der Verteilung der Kulturen 900 – 1500 u. Z.

## Ende der Sallirmiut
In der zweiten Hälfte des 19. Jahrhunderts hielten sich an der Southampton-Südküste häufig Walfänger auf. Obwohl die Sallirmiut zwischen 1860 und 1903 immer wieder mit Walfängern in Berührung kamen, beteiligten sie sich, anders als die Inuit vom Festland, nicht an dem von den Europäern betriebenen Walfang. Der Kontakt mit Besatzungsmitgliedern des schottischen Walfangschiffs Active führte Ende 1902 zum Untergang der Sallirmiut: Sie erlitten virulente Magen-Darm-Infektionen, gegen die sie keine Immunabwehr besaßen und an denen fast alle im Winter 1902/03 starben. Seither gelten die Sallirmiut als ausgestorben.